# Stenodeza acuminata
Espèce
Stenodeza acuminata est une espèce d'araignées aranéomorphes de la famille des Salticidae.

## Distribution
Cette espèce est endémique du Brésil.

## Description
La femelle subadulte holotype mesure 4 mm.

## Publication originale
- Simon, 1900 : Descriptions d'arachnides nouveaux de la famille des Attidae. Annales de la Société Entomologique de Belgique, vol. 44, p. 381-407 (texte intégral).